# Лаврово (Кіровський район)
Ла́врово (рос. Лаврово) — село в Кіровському районі Ленінградської області, Росія.